# 重神機パンドーラ
『重神機パンドーラ』（じゅうしんきパンドーラ、英題: LAST HOPE、中: 重神機潘多拉）は、河森正治原作、サテライト制作によるテレビアニメ作品。2018年4月から9月にかけてTOKYO MX、毎日放送ほかにて放送された。
機械と生物の融合進化が始まった近未来を舞台に、人類に残された居住区を守る戦闘チーム「パンドーラ」の活躍を描く。

## 製作

### 経緯・スタッフィング
本作は、河森と親交がある中国のプロデューサー孫晗が企画を持ちかけて立ち上げられたオリジナルアニメであり、孫晗が所属する福建省廈門市のXiamen Skyloong Media（海天云龙(厦门)文化传媒有限公司）がサテライトと連携して製作を行っている。主要スタッフは河森が総監督を務めたテレビアニメ『マクロスΔ』終盤ごろより選定が行われ、監督の佐藤英一、シリーズ構成の根元歳三、キャラクター原案の江端里沙など、過去の河森作品に参加経験のある人物が数多く起用されている。

### 作風・演出
河森によると、作品の根底には、「技術革新が猛スピードで起こる現代で、人類は何ができるのか」という問いかけがあるといい、コンセプトとして、時代に追い立てられる感じがある中で描けるヒューマンアクションの追求を挙げている。パンドラの箱に由来するタイトルには、既に箱が開かれてしまっているような現代に、どのような希望が残されているのかという河森の考えが反映されている。
登場人物の名前や舞台設定には、作品の着想を得るきっかけとなった中国の要素が数多く盛り込まれており、河森は取材で訪れるたびに激変する中国の各都市、特に重慶をモチーフにすることで、作品のコンセプトが表現できるのではないかと語ってる。また、ストーリーは二十歳代の登場人物たちが中心となり、彼らが生き残るために結ぶ「契約」が重要な設定となる。メカアクションなどには特撮作品のテイストが盛り込まれており、ロボットものとヒーローものの中間を狙うことが意識されている。

### プロモーション
2016年7月、ロサンゼルスで行われたAnime Expo 2016にて「河森正治 New Project THE NEXT」の製作始動が告知され、ティザーサイトがオープン。中国での同時放送だけでなく、Xiamen Skyloongによるアニメーション事業の一環として世界規模でリリースされることが発表された。翌2017年10月、ニコファーレで行われた発表会にて正式なタイトルおよび主要スタッフやキャストが公開された。

## ストーリー
2031年、中国の翔龍（）で起こった次世代エネルギー装置「量子リアクター」の爆発が原因で、世界中に特異進化生物「B.R.A.I（）」が出現。滅亡の危機に瀕した人類は、絶対防衛都市と呼ばれる数十の都市への撤退を余儀なくされた。
「翔龍クライシス」と名付けられた爆発から7年後。事故を引き起こし、絶対防衛都市「ネオ翔龍」となった街を追放された科学者のレオン・ラウは、契約を交わして家族となったクロエ・ラウとともに暮らしていた。ある日、レオンは近くに出現した大型のB.R.A.Iからクロエを守るため、多目的可変ビークル「MOEV（）」で出撃する。不慣れな戦いの中で、レオンは対B.R.A.I用として開発中だったハイパードライブの起動によってMOEVを人型に変形させ、B.R.A.Iを退けることに成功する。これによってネオ翔龍へと帰還したレオンは、ネオ翔龍防衛軍が組織した特殊部隊「パンドーラ」に加入。女性拳法家のクイニー・ヨウやスナイパーのダグ・ホーバットらと共に、B.R.A.Iの脅威を取り除くための戦いに身を投じる。

## 登場人物

### 主要人物
レオン・ラウ
声 - 前野智昭、飯田友子（幼少）
本作の主人公。24歳。飛び級で大学に進学し、若くして量子リアクター研究チームのチーフを務めていた進化物理学者で、翔龍クライシスではチームの中で唯一生還した。ネオ翔龍の「絶対防衛システム」を開発後、事故の責任を取って都市から放逐され、以降は郊外の荒野でクロエと共同生活を送りながら、対B.R.A.I用の切り札としてハイパードライブの開発を行ってきた。普段は研究に没頭するあまり生活能力に乏しく、クロエからは「もっさり」と評される。また、極度の方向音痴でもある。好物は麻花で、依存症と言えるほどよく食べている。小学生の頃からハッキングに手を染めていた過去を持つ。
パンドーラ加入後は世界を破滅させた男としてグレンやジェイたちから不信の目を向けられるが、その頭脳は皆から認められており、隊の一員として戦闘にも参加し、ネオ翔龍の窮地を度々救っている。グレンからは「インテリ」、ダグからは「学者先生」と呼ばれている。ジークとの戦闘時に重傷を負うも、実際には怪我をしておらず、ハイパードライブの副作用も起きなかったことから、自分やクイニーたちが「進化」していると推測する。最終決戦ではロンの言葉をヒントに、ハイパードライブのエネルギーを収束させて爆縮、ジークを封じる「絶対封印」を行うために出撃し、セシルやジェイ、クロエたちも含めた皆の「家族契約」の団結によって、見事それを成功させた。
クロエ・ラウ
声 - 東山奈央
レオンと家族契約を結び、彼の妹となった少女。15歳。ロン・ウーは実兄（翔龍クライシス時に死亡）。明るいしっかり者で、レオンを本当の兄のように慕い、彼を支える。ことあるごとに家族契約の条項を持ち出してレオンを叱責する場面も多いが、互いの絆は強い。ネオ翔龍に帰還後は、パンドーラに服務係として入隊し、隊の皆を裏からサポートする。衛星型B.R.A.I攻略戦時はオペレーターの仕事もこなしている。ロンとの仲も良く、生前の彼から貰ったぬいぐるみには「ジークフリート」と名付けた（これは後にジークの名前の由来となった）。
翔龍クライシスを（ジークの意識が宿った）ロンが引き起こしたということはレオンが黙っていたため、教えられていない。ジークとロンの関係性も長い間知らなかったが、最終話にて真実を知り、その際は兄が「もう止めて欲しいと願っているはず」だと述べていた。
クイニー・ヨウ
声 - 花澤香菜
空神拳使いの女性バウンティハンター。22歳。普段は冷静な振る舞いが多いが、可愛い物や甘い食べ物を好むなど女性らしい一面を持つ。また、家事を得意とする。翔龍クライシスの直後に師匠（声 - 綿貫竜之介）や同門の仲間たちを失った過去があり、以降はB.R.A.Iをハンティングしながら復讐相手のワンを探していた。
当初はパンドーラへの入隊を断り単独で行動していたが、再会したワンに圧倒的な実力差を見せつけられる形で敗北し、パンドーラに保護される。その後、2度目の戦闘で自機に取り付けられたハイパードライブを起動させ、ワンの操る鳳雛を撃退することに成功。逃げ延びたワンを見つけ出すため、パンドーラへ参入する。ゴールドの襲撃でセシルが負傷した際は彼女の影武者役を務めた。後に鳳雛と融合したワンと相対し、一対一の果たし合いの末に勝利して仇を討った。
ダグ・ホーバット
声 - 津田健次郎
バウンティハンターとして活動する男性スナイパー。26歳。口癖は「どうでもいい」で、「エミリア」と名付けた飼い猫を愛でる軟派で飄飄とした振る舞いが特徴。その実、翔龍クライシス以前は「虎の目」と呼ばれる要人暗殺専門の凄腕狙撃手であり、実戦では正確無比な狙撃で対象を撃ち抜く技量を見せる。
パンドーラ加入後、セシルを狙撃しようとするカメレオン型B.R.A.Iが、かつて恋人エミリアの作り上げたAIを搭載した個体であることに気づき、単独で追跡を開始。セシル暗殺の実行犯として仲間から追われながらもB.R.A.Iを追い詰め、ハイパードライブを搭載したMOEVで撃退に成功する。衛星型B.R.A.I攻略戦においてはエミリアの幻影に苦しめられ、衛星の中枢を破壊するが、爆発に飲まれる。だが実は生存しており、レオンたちを裏切ってエミリアB.R.A.Iの側に付く。しかし、猫のエミリアの声がきっかけで自我を取り戻し、B.R.A.Iと化したエミリアを「彼女ではない」と自分の手で破壊した。
グレン・ディン
声 - 内田雄馬、藤原夏海（幼少）
都市防衛軍第6中隊隊長。階級は大尉。22歳。直情的で口も悪いが、仲間思いな性格。ダグからのあだ名は「番長」。口癖は「ネオ翔龍のために」。家族をB.R.A.Iに殺され志願兵として防衛軍に入隊した過去を持ち、B.R.A.I誕生の原因を作ったレオンを含む科学者たちに対して憎しみを抱いている。
しかし、自分からMOEVのパイロットに志願してB.R.A.Iの侵攻を止めたレオンを見直し、パンドーラに転属。対抗意識をむき出しにしながらもレオンやほかのバウンティハンターたちと関わって行き、後に彼らを大切な仲間であると認める。最終決戦では「新しい家族と世界のために」と決意を新たにした。生身での戦闘時は拳銃を扱い、ケインとコンビを組むことが多い。
ケイン・イブラヒーム・ハサン
声 - 石塚運昇、玄田哲章（最終話）
パンドーラの隊長。48歳。指揮官として後方より仲間を援護する。豪放磊落で義理人情に厚く、レオンやクロエ、バウンティハンターたちとも友好的に接する。好物は山椒で、食事の際は常に振りかけている。
かつては元民間軍事会社の傭兵として活動していたが、要人の護衛任務中にエージェント時代のダグに狙撃され重傷を負い、前線を退いた過去をもつ。3度の結婚歴があり、3番目の妻サラ（声 - 園崎未恵）との間には息子ラインハルト（声 - 森千早都）もいたが、傭兵稼業が理由で家族と別れている。生身での戦闘では大剣を扱う。しかし、過去の古傷による痛みから体調は万全ではない。

### ネオ翔龍
セシル・スー
声 - 茅野愛衣
ネオ翔龍市長兼防衛軍司令官。周囲からは「姫」と呼ばれる。前市長だった父親を翔龍クライシスで亡くしている。都市の繁栄を維持するために量子リアクターの稼働を止めないことを決めており、幾度となく失脚を狙う反対派やMr.ゴールドから命を狙われ、傷を負っている。古代より翔龍の大地を守るべく、「渾沌」を秘密裏に管理してきた一族の出身。妹にフィオナがいる。最終決戦ではフィオナと共に渾沌の力を多重世界に分散させるための儀式を行う。
ジェイ・ユン
声 - 梅原裕一郎、東内マリ子（幼少）
セシルの秘書官。24歳。代々セシルの一族に仕えてきた家の出身で、彼女に代わって財政管理や作戦指揮を行う。レオンとは幼い頃の同級生であり、自分以上の才覚を見せる彼にライバル心を抱いていた。翔龍クライシス後のレオンには当初不信感を持っていたが、事態を収拾できるのもレオンだけと考え、B.R.A.Iへの対応を一任する。面倒見も良く、文句を溢しながらもチーム・パンドーラを裏から支え、時には体を張ってセシルやネオ翔龍のために行動する。最終決戦では「家族契約」の言葉でレオンを覚醒させ、勝利のきっかけを作った。
シェン・リュウ、ミン・ファン、チュン・ウー、シィア・フー
声 - 深田愛衣（シェン）、水間友美（ミン）、春野杏（チュン）、伊藤佑夏（シィア）
ネオ翔龍司令室でオペレーターを務める女性たち。戦況報告、データ分析、作戦の承認・指令などを行う。服務係のクロエとも仲が良い。シェンは黒い長髪の女性、ミンは紫色のツインテールの女性、チュンは金髪のサイドテールの女性、シィアは茶色の短髪の女性。

### Mr.ゴールド一味
Mr.ゴールド
声 - 檜山修之
B.R.A.Iを操りネオ翔龍を狙う一味のリーダー格。その名の通り、黄金の鎧に全身を包んでいる。
その正体は、財政面でネオ翔龍における地位を成した重鎮のエドガー・キンの息子であり、本名は「ディビット・キン」。表向きには「火鍋屋」などの経営を行っていた。「渾沌」を守護する一族でありながら、同じ使命を帯びたセシルの一族に服従を強いられていたため、セシルに対し強い恨みを抱いており、幾度もネオ翔龍を襲撃する。ムカデ型B.R.A.Iと先祖一族の頭蓋骨を使った作戦では、自らB.R.A.Iと融合して翔龍市庁舎を狙うも、チーム・パンドーラの活躍でB.R.A.Iを破壊された上、自身もレオンに倒されて死亡した。
ジーク
声 - 中村悠一
一味の参謀役を務める年齢不詳の男。ダークドライブの開発者。翔龍クライシス直後にロンを殺害したとされる。レオンからはロンの精神が乗り移っているのではないかと疑念を抱かれている。ゴールドの死亡後にその本性を表していく。
レオンと対峙した際、自分は元々ゴールドの配下ではなく、スポンサー（世界を意のままにしようとする勢力）からの依頼で行動を共にしていただけということ、そして自身が様々に分岐した多重次元の無数のロン・ウーの記憶を受け継いだ、ロンの意識の集合体（精神体）であるという事実を明かした。ハイパードライブとダークドライブの共鳴・進化を狙い、裏で暗躍を図る。彼の真の狙いは「渾沌」の覚醒であり、失われた肉体の代用品（B.R.A.I）と渾沌を一つにして黒き輝きを生み出し、この世界をさらに進化させようとしていた。最終決戦ではレオンたちの策である「絶対封印」をも見抜き、巨大化したB.R.A.Iを操ってネオ翔龍を襲うも「家族契約」で団結したレオンたちに敗れ、最後はロンの姿と重なりながら、「また会いましょう」と告げて封印された。
ハオ・ワン
声 - 近藤孝行
一味の用心棒を務める武闘家で、クイニーと同門の空神拳使い。27歳。幼い頃に飼っていたペットのリスの死が切っ掛けで、力こそが真実だという狂気に取りつかれるようになり、翔龍クライシス後は人間を超える力を求め、自分の師匠やクイニー以外の門下生を惨殺した。「鳳雛」という隼のB.R.A.Iを飼っており、多重次元を経由して遠隔操作を行うことが出来る。鳳雛を利用してネオ翔龍を襲撃するが、クイニーに撃退され、以後しばらく姿を消す。後にジークの協力で自身の体と鳳雛を一体化させ、再びクイニーの前に現れる。最後はクイニーとの果たし合いの末に敗れ散った。
フォー
声 - 石川界人
Mr.ゴールドに仕える仮面の男。全身が機械や重火器、刃物で構成されており、人間を超越した身体能力と反射神経を有する。レオンからはB.R.A.Iに限りなく近い存在と分析されている。Mr.ゴールド直々によるネオ翔龍襲撃時にて、ケインの砲撃を受けて体を破壊される。結果的に視覚や下半身を失うも、残った上半身を野犬のB.R.A.Iと融合させ、ゴールドの仇討ちとして、匂いを頼りにセシルを狙うが、最後はクイニーとダグの連携で倒されて死亡した。

### 主要人物の関係者
ロン・ウー
声 - 石田彰
量子リアクター研究チームのリーダーだった天才科学者。27歳。クロエの実兄。身長183センチメートル。体重77キログラム。「渾沌」の発見者で、量子リアクターへとそれを組み込んだ。7年前の翔龍クライシスを引き起こした張本人であるが、その直後にジークに殺害されている。実は翔龍クライシス時にはジークに意識を乗っ取られており、人格の変化もそれが原因であった。
死後もレオンやクロエたちの前に多重次元を介して度々現れることがあり、第24話ではジークを倒すためのヒントをレオンに伝えている。生前はいずれ人類が破滅しそうなことを予測しており、人類が新たな生命体に進化すれば恐らくそれを阻止できるが、自分は今の人類とこの世界が好きなため、人が人のまま生きるすべを探していた。また、自身にもしものことがあればレオンにリアクターを任せると、過去に契約を行っていた。
フィオナ・スー
声 - 能登麻美子
レオンやセシルたちの前に何度も実体を持たない幻影姿で現れる謎の女性。その身体からは、多次元量子場の揺らぎが観測されている。彼女の正体はセシルの妹で、「紡ぎの巫女」と呼ばれる存在。未来を幻視するという特殊能力を持つ。普段は場所そのものが多重次元にある「四面山」で暮らしており、常人では彼女の下へ辿り着くことすらできない。
巫女の力でネオ翔龍の量子リアクターの力（渾沌）を抑え込んでいるため、山を下りずに幻影を用いている。また、「パンダ使い」でもあり、パンダが日常生活を世話しているほか、幻影時はよくパンダのぬいぐるみを抱いている。レオンが多重次元に囚われた際は、意識を飛ばして彼を助けた。
エミリア・ヴァリ
声 - 瀬戸麻沙美
ダグの恋人だった科学者。人工知能研究の第一人者で、量子数理電算研究所にて人の意識をAIに移植する研究をしていた。自身の護衛兼監視役として派遣されたダグと恋仲になり、組織を脱走。しかし追っ手を撒いた直後、B.R.A.Iに襲撃されて死亡する。ダグの嘘も見抜いていたが、彼になら殺されてもかまわないと考えていた。後にAIに移植されていた彼女の意識が「エミリアB.R.A.I」と化し、ジークと契約して互いに協力関係を結ぶ。もっとも、AIの彼女とダグは都合良くジークに利用されていただけであった。

### その他
エドガー・キン
声 - 中田譲治
Mr.ゴールドの父親。ネオ翔龍の公司のCEO。リアクター事故後に対策本部の指揮を執り、レオンを追放した人物。後に失脚し、息子と町を出奔。本編の時代には既に死亡している。彼の金色の頭蓋骨は、息子によりセシルへの復讐のために使われた。
マイケル
声 - 松田健一郎
過去にケインと同じ部隊にいた傭兵。発症後1時間以内の致死率が100%という疫病の「赤死病」が流行した際、避難民を率いてネオ翔龍を訪れる。自身も赤死病に感染していたが、発症して1週間も生存しており、後に彼の血液から抗体が作られた。

## MOEV
多国籍の企業共同体が開発を進めてきた多目的可変ビークル（Multipurpose Organic Evolution Vehicle）の総称。B.R.A.Iのパーツを組み込むことで実用化に成功し、都市防衛軍や軍と契約してライセンスを交付されたバウンティハンターの戦力として普及する。基本形となる車両型の移動形態「ビークル・モード」と、手足を展開した攻撃形態「アタッカー・モード」への可変機構を備える。さらに動力部にハイパードライブを搭載した機体は、「フォーメーション・テラロイド」の掛け声で、アタッカー・モードから完全な人型形態「テラロイド・モード」に変形することが出来る。P1、P2、P3はハイパードライブを同調させて3機による合体攻撃を行える。
P1
レオン専用機。コードネームは「パンドーラ1」。高速多目的車両型MOEV。ロンが量子リアクターを動力に利用することを目的に開発したメタリックグレーの実験機。当初は防衛軍に売り込む予定だったが、ハイパードライブがレオンとしか同調できなくなったため、彼の専用機となる。ビークル・モードは装輪装甲車型で、テラロイド・モードは格闘戦に特化している。移動時に飛行用ブースターを装着することもある。カラーリングは白基調。
- 機銃 - ビークル・モードやアタッカー・モード時は機体前部、テラロイド・モード時は腹部中央に装備する1門の機銃。
- マシンガン - ビークル・モード時は後部の左右ウイング、テラロイド・モード時は左右の肩部に搭載する2挺のマシンガン。ハイパードライブの進化で多数を具現化して連射もできる。
- 量子ブレード - 近接戦闘用に装備した光剣。「量子ブレード・オーバーロード」として、刀身を長く伸ばすことも可能。
- 多重次元アタック - 拳に力を集中させて殴りつける必殺攻撃。巨大なB.R.A.Iをも倒すことができる。

P2
ダグ専用機。コードネームは「パンドーラ2」。機動戦闘バイク型の緑基調のカスタム機。スナイパーライフルを用いた遠距離狙撃による後方支援を得意とする。他機よりも装甲や耐弾性に劣るが、高速移動性能は高い。エミリアの開発したAIを搭載したB.R.A.Iを打ち倒すため、レオンによってハイパードライブを取り付けられ、テラロイド・モードへの変形機構を獲得。それにより、狙撃性能の向上がなされた。カラーリングは緑の迷彩色。
- スナイパーライフル - P2の主力武器。ハイパードライブ搭載後は多重次元効果により、弾丸の攻撃力上昇、連射した弾丸の速度変化や弾丸に弾丸をぶつける軌道変化などのトリックショット、超遠距離射撃などが可能となった。

P3
クイニー専用機。コードネームは「パンドーラ3」。VTOL型の赤いカスタム機。チーム・パンドーラの機体では唯一飛行が可能で、空中での高機動格闘戦を得意とする。ワンの操る鳳雛に敗北後、クイニーの素養を見込んだレオンによってハイパードライブを取り付けられ、テラロイド・モードへの変形機構を獲得。クイニーの空神拳を再現可能となる。多重次元効果により一時的にリアクターのピークを超えることが可能。カラーリングは赤基調。
- ライフル - ビークル・モード時は中央下部（開いた両腕に持つこともできる）に装備される2挺のライフル。
- 青龍偃月刀 - 近接戦闘用の武器。刃の中央部分は穴が開いている。アタッカー・モード時にも使用可能。

陸戦型MOEV（一般普及型MOEV）
通称「陸戦型」。ネオ翔龍など各絶対防衛都市軍に大量配備されている戦車型の機体。多国籍企業が開発した。生産性や運用性、コストが重視され、個々の性能よりも物量でB.R.A.Iに対応する。大型センサーやスモークディスチャージャーを持ち、武装は腕部にマシンガンやショットガンを状況に応じて装備するほか、対B.R.A.I用に開発された高威力のABI弾も搭載可能。カラーリングは黄土色。
パンドーラ用MOEVカスタムタイプ
パンドーラにおけるグレンとケインの乗機。通常の陸戦型MOEVをパンドーラ用にカスタムした機体で、指揮官仕様に仕立てられている。後部アンテナを大型化し、頭部の複合センサーは情報収集能力の向上が行われ、肩部には搭載弾数と防御性能を高める追加ユニット、脚部には追加装甲を持つ。武装は陸戦型と共通。グレン機はパーソナルカラーの紅蓮の差し色とパンドーラのマーキングが、ケイン機は2本の大剣が重なったパーソナルマークが施されている。カラーリングは青鈍色。
ジーク用MOEV
ジークが召喚した漆黒のMOEV。ベースはレオンのP1と同型で、ダークドライブを搭載する。テラロイド・モードのみで行動する。多重次元を通してジークと思考リンクがされており、P1よりも追従性が高い。武装は格闘や量子ブレード、ビームマシンガン。P1と同様、マシンガンは多数を具現化して連射できる。

## B.R.A.I
翔龍クライシス後の環境変動のなかで、人類以外の生物と機械が特異的に進化、融合して誕生した生物の総称。正式名称は「Biological Revolutionary of Accelerated Intellect」。種類は虫サイズの小型の個体から100メートル超の大型の個体まで多岐にわたり、食料として利用できる種もいる。確認された個体は生物のカンブリア紀に由来する名前が付けられている。進化のきっかけは「意思」であるとされ、出現からわずか数年で活動領域を全世界に広げ、数多くの国家や都市を崩壊に追い込む。
本編の時代では、ダークドライブを埋め込まれ、同一種と融合する能力をもつ個体や自重で潰れない大型の鳥類型個体が登場している。後にダークドライブとハイパードライブの干渉が進化フィールドに影響を与え、更なる進化を果たしたものも登場する。ダークドライブで進化した個体は基本的にハイパードライブ搭載型MOEVでなければ対抗できない。
カニ型B.R.A.I（ブラキュラスト）
「ギガカリス級」。大型の蟹型のB.R.A.Iで、ダークドライブ搭載後はABI弾でも致命傷が難しい超硬複合装甲を持つようになった。巨大なハサミと溶解液は脅威となる。
ハチ型B.R.A.I（アエルカリス）
捕食寄生を行う大型の寄生バチ。ダークドライブ搭載の女王蜂と働き蜂で群れを構成し、女王蜂は多重次元リンクによって働き蜂を操っている。
クジラ型B.R.A.I（アンブロケトス）
進化を果たし、地上に再適応した大型のマッコウクジラ。地中移動が可能で、エコーロケーションにより様々な周波数の超音波を発生できる。
ハヤブサ型B.R.A.I（鳳雛）
B.R.A.Iの中では初の大型飛行個体。高速移動と鋭い爪による攻撃を行う。当初撃退された後は飛行機の翼と融合して最進化し、最後はワンと融合した。
カメレオン型B.R.A.I
ステルス迷彩と体の一部に一体化したスナイパーライフルを持つB.R.A.I。エミリアのAIを基に進化し、ダグの身体能力をベースとする。セシル暗殺を狙うが、ダグの手で止めを刺された。
サソリ型B.R.A.I
細菌浸食型の個体。ケインの同僚であった傭兵のマイケルが乗るMOEVをB.R.A.I化させた。ジークによって取り付けられたダークドライブが原因で、浸食を受けたMOEVは暴走状態となってしまった。
ムカデ型B.R.A.I（カイロポーダ）
2年前にネオ翔龍を襲った超大型の個体。Mr.ゴールド一族の頭蓋骨とダークドライブを組み込まれ、再進化した。ゴールドが融合した際は、体色が金色となった。
フォーB.R.A.I
Mr.ゴールドの部下のフォーと野犬のB.R.A.Iが融合した個体。失った視覚を野犬の嗅覚で補い、犬特有の運動能力を生かしてセシルに迫った。
衛星型B.R.A.I（衛星レーザー）
翔龍クライシス以前に打ち上げられた衛星レーザーに、ジークがダークドライブと必要最低限のB.R.A.I細胞を移植したもの。クラゲのような外観が特徴。高出力のレーザーは一撃で都市を破壊できるが、一度発射を行うと3時間の充填時間が必要。ダグに砲身を潰されるが衛星自体に自我が芽生えており、ネオ翔龍めがけて落下を始めるも、最後は中枢を破壊されて爆散した。
エミリアB.R.A.I
ダグの亡き恋人エミリアの人格データを持つB.R.A.I。骨格のような4枚羽が特徴。衛星型B.R.A.I攻略戦時にダグの前に現れた。衛星破壊後はダグを傀儡とし、ネオ翔龍にクラッキングを行う。ダグの意識をデータ化して融合、一つになった意識をリアクターの量子効果で世界中のシステムに拡散させようとするが、最後は正気に戻ったダグの手で破壊され、機能停止した。
巨人型B.R.A.I
最終話に登場したB.R.A.I。倒れた大量のB.R.A.Iの死骸が合体して誕生し、量子リアクターと接触させるためにジークが手駒とした。渾沌の失われた肉体の役割を担う。極超音波を使って跳躍でき、単独での量子テレポーテーションすら可能としている。

## 用語

### 世界観・歴史
B.R.A.I（）
本作に登場する特異進化生物。詳細は「B.R.A.I」を参照。
翔龍クライシス（）
2031年に翔龍でロンが引き起こした量子リアクターの爆発事故。地球上の各都市や住民に被害を及ぼしただけでなく、リアクターから放出された未知のエネルギー物質によって世界各地に進化フィールド（ERフィールド）を出現させ、B.R.A.Iが発生する原因を作った。航路や海路も寸断され、通信障害や土壌の変化により人類社会のシステムが大規模な被害を受けた。

### 地名・組織
絶対防衛都市
対抗する防衛軍に加えて、エネルギーや電力を自給できる設備を備えた大規模都市。ネオ翔龍（下記）はその中でも最大規模の都市であり、周囲にはレオンが開発した絶対防衛システム（防御壁の絶対防衛リングや無極砲）が張り巡らされている。B.R.A.Iの侵攻によって、物語開始時点では数十しか残されていない。翔龍クライシスの影響で国家としての体制存続が難しくなった現在は、各都市独自の政治体制や食料生産能力、防衛力が築かれている。
ネオ翔龍（）
「人類最後の砦」と称される中国大陸の絶対防衛都市。翔龍クライシス以前は天然ガスの産地であり、事故後も低出力で稼働を続ける量子リアクターによって、ほかの都市よりも高い生活レベルと防衛設備を維持している。都市周辺には安全な生活を望む避難民が形成したスラムが広がっている。対B.R.A.I用に「無極砲」という超大型粒子砲を配備しているが、発射には都市電力の大半を使用せねばならないというデメリットを持つ。最終話ではジークの行動が原因で都市全体がB.R.A.I化されかけるも、パンドーラの活躍で無事防がれている。
パンドーラ
加速度的な進化を続けるB.R.A.Iに対抗すべくケインが結成したネオ翔龍の特殊部隊。メンバーには防衛軍の兵士のみならず、バウンティハンターやレオンも所属する。後にクロエも加入している。

### 技術・兵器
MOEV（）
本作に登場する機動兵器。詳細は「MOEV」を参照。
量子リアクター
次世代の再生可能エネルギー源として開発された多重次元リアクター装置。別名「翔龍リアクター」。次元の壁を超え、現在の次元とは別の平行存在する多重次元からエネルギーを引き出す。コアには代々セシルの生家が管理してきた渾沌（後述）と呼ばれる存在が使われている。稼働は不安定で、負荷をフィオナの力で抑えている。本来の渾沌は人型で、リアクター内部の核は頭部にあたり、肉体（B.R.A.Iの代用品）が融合すると翔龍クライシス以上の進化フィールドが発生し、世界が終わるとされる。渾沌がロンに託されたのはそれを防ぐためであった。最終話におけるジーク封印後は、暴走の危険性こそまだあるものの、稼働が安定するようになった。
渾沌
太古からネオ翔龍の大地の下に眠っていた代物。翔龍では神々の遺物、世界を生み出す力とも呼ばれ、次世代エネルギーをもたらす光の要素（希望）とB.R.A.Iを生み出す闇の要素（厄災）を引き起こす可能性を持ったパンドラの箱的な存在。現在の形状は虹色に輝く箱であり、その正体は過去に存在した神獣のようなものの頭骨であるとされる。身体は既に失われているが、ジークは大量のB.R.A.Iの死骸を利用して体を作り、両者を引き合わせての歪んだ覚醒を企んでいた。
ハイパードライブ
レオンが量子リアクターの研究中に発見した技術を応用して開発した多重次元動力システム。セシルやフィオナからは「白き渾沌」と呼ばれる。起動することで別次元に無数の亜空間を生みだし、そこから力を集約することでMOEVの出力を何十倍にも増幅・強化し、機体をテラロイドモードへと変形させる。ただし起動にはパイロットの深層意識と同調する必要があり、その際に膨大な情報量に精神が耐え切れず、人格が崩壊する危険性も孕んでいる。また、副作用も存在し、レオンの場合は激しい空腹感を覚え、クイニーの場合は甘味を欲するようになり、ダグの場合はエミリアの抱き心地（モフモフ）を求めるようになる。使用を続けると、機械と人の共鳴による進化として、搭乗者が人間ではない何かになる可能性があり、レオンたちに危惧されている。進化が進むと副作用も無くなったが、ジーク封印後はまた復活してしまった。
ダークドライブ
ジークが開発したハイパードライブの対となる多重次元増幅器。これを埋め込まれたB.R.A.Iは、ハイパードライブと同様の原理で多重次元を利用しての進化が可能となる（B.R.A.Iの進化共鳴波が起動因子となっている）。セシルからは「黒き渾沌」と呼ばれる。通常、MOEVに搭載された場合は暴走を引き起こす。起動時には赤色の触手のような「B.R.A.I血管」が伸び、搭載対象と接続する。ジークはハイパードライブとの共鳴およびドライブ自体の進化を狙っており、衛星レーザーに搭載された場合は機械に意思が発生するといった現象も起きていた。

### その他の用語
家族契約
他人であったレオンとクロエが結んだ家族になるための契約。100条以上の条項があり、互いに守るべきとされるが、レオンは条項違反をクロエから叱られることが多い。グレンなど、他の人物から勝手に条項を増やされることもある。
バウンティハンター
B.R.A.I狩りを高額で引き受けるフリーの傭兵の呼称。都市防衛軍と契約を結び、ライセンスの交付が行われた者のみがハンティングをできる。MOEVは軍から購入した機体を使用し、個人により独自にカスタマイズがされている。
空神拳（）
クイニーやワンが習得している武術。門下生は功夫だけでなく、陰陽や虚実を学び、心技体を鍛えて人のために尽くすことを教義とする。翔龍クライシス後は各地で人道支援にあたるが、ワンによって壊滅状態に陥る。

## スタッフ
- 原作 - 河森正治、サテライト[8]
- 総監督・重神機デザイン - 河森正治[8]
- 監督 - 佐藤英一[8]
- シリーズ構成 - 根元歳三[8]
- キャラクター原案 - 江端里沙[8]
- キャラクターデザイン - 安彦英二[8]
- B.R.A.Iデザイン - 宮崎真一
- デザインワークス - 石川寛貢
- 色彩設計 - 林可奈子[8]
- 美術監督 - 伊藤聖[8]
- 美術設定 - 青木智由紀、森岡賢一
- 撮影監督 - 久保田淳
- 編集 - 兼重涼子
- CGディレクター - 後藤浩幸[8]
- CGスーパーバイザー - 原田丈
- CGプロデューサー - 青谷崇司
- 重神機モデリング - 小川朗広、渡邉健人、忽帥
- モニターグラフィックス - 影山慈郎
- 音響監督 - 濱野高年
- 音響効果 - 中島勝大
- 音響制作 - マジックカプセル
- 音楽 - 得田真裕、眞鍋昭大[8]
- 音楽制作 - フライングドッグ、ワンミュージック
- プロデューサー - 上間康弘、青井宏之
- アニメーションプロデューサー - 八田正宣、篠笥和也
- アニメーション制作 - サテライト[8]
- 製作 - 葉浩均

## 主題歌
「シリウス」
BUMP OF CHICKENによるオープニングテーマ。作詞・作曲は藤原基央、編曲はBUMP OF CHICKEN。
「Spica」
BUMP OF CHICKENによるエンディングテーマ。作詞・作曲は藤原基央、編曲はBUMP OF CHICKEN & MOR。
「Meteor」
第6、11話挿入歌。作詞・歌は西沢幸奏、作曲・編曲はWEST GROUND。
「悲しみと共に」
第9、21、25話挿入歌。作詞は岩里祐穂、作曲はH ZETT M、編曲はH ZETTRIO、歌は中島愛。
「New Generation」
第10、20、23話挿入歌。作詞・歌は西沢幸奏、作曲・編曲はWEST GROUND。
「ギリギリDESTINY」
第15話挿入歌。作詞は唐沢美帆、加藤祐介、作曲・編曲は加藤祐介、歌は佐々木詩織、A.O.I。

## 各話リスト
| 話数       | サブタイトル   | 脚本       | 絵コンテ                   | 演出                | 作画監督                                                             |
| ---------- | -------------- | ---------- | -------------------------- | ------------------- | -------------------------------------------------------------------- |
| Mission 01 | 進化する破壊者 | 根元歳三   | 河森正治 佐藤英一          | 佐藤英一            | 安彦英二 小森秀人 清水貴子                                           |
| Mission 02 | 箱を開けし者   | 根元歳三   | 河森正治 佐藤英一          | 野崎真代            | 安彦英二 清水貴子 塚本歩 高田和典 森悦史 大久保義之 大河内忍         |
| Mission 03 | 2038 ネオ翔龍  | 根元歳三   | 清水聡                     | 佐々木純人          | 安彦英二 小森秀人 谷口繁則                                           |
| Mission 04 | 咆哮突破作戦   | 根元歳三   | 玉木博 河森正治            | 玉田博              | 長坂寛治 Hwang Yeongsik 安彦英二                                     |
| Mission 05 | 頭上の敵       | 入江信吾   | 三浦和也                   | 北川正人            | 清水貴子 大久保義之 大河内忍 橘正紀 安彦英二                         |
| Mission 06 | 哀と復讐の翼   | 入江信吾   | 有江勇樹                   | 有江勇樹            | 坂本俊太 大久保義之 ハニュー 安彦英二                                |
| Mission 07 | 幻影の熊猫     | 望月真里子 | 佐藤英一 野崎真代          | 野崎真代            | 坂本俊太 ふくだのりゆき Kim myeongsim Hwang yeongsik 安彦英二        |
| Mission 08 | 雨の死角       | 大野木寛   | 西澤晋                     | 小野田雄亮          | ハニュー 小林優子 大久保義之 大河内忍 柴田志郎 高橋恒星 石堂伸晴     |
| Mission 09 | 虎の目         | 大野木寛   | 西澤晋                     | 球野たかひろ        | 大久保義之 田中穣                                                    |
| Mission 10 | 紅蓮の追想     | 根元歳三   | 清水聡                     | 北川正人            | 坂本俊太 高秀国男 武内啓 服部憲知 吉川美貴 安彦英二                  |
| Mission 11 | Dr.ロン・ウー  | 根元歳三   | 島津裕行                   | 佐々木純人          | 畑智司 大河内忍 田中穣 小田真弓 安彦英二                             |
| Mission 12 | 赤い死神       | 大野木寛   | 西澤晋                     | 球野たかひろ        | Hwang yeongsik 安彦英二                                              |
| Mission 13 | 渾沌の叫び     | 望月真里子 | 西澤晋                     | 町谷俊輔            | 小谷杏子 坂本俊太                                                    |
| Mission 14 | 怨念の塔       | 入江信吾   | 小野勝巳                   | 小野田雄亮          | 大久保義之 坂本俊太 ハニュー 普津澤時ヱ門 徳倉栄一 菅井嘉浩 高橋恒星 |
| Mission 15 | 黄金の鬼神     | 根元歳三   | 三浦和也 河森正治          | 球野たかひろ        | 藤本さとる                                                           |
| Mission 16 | 変革者         | 根元歳三   | 野崎真代 江副仁美          | 野崎真代            | 大久保義之 Kim jin yping                                             |
| Mission 17 | 従者の誇り     | 入江信吾   | 清水聡                     | 成田巧              | 坂本俊太 大河内忍 Hwang yeongsik                                     |
| Mission 18 | 重なる刃       | 大野木寛   | 西澤晋                     | 球野たかひろ        | Kim jin yping 安彦英二                                               |
| Mission 19 | 覚醒の始まり   | 望月真里子 | 鈴木薫                     | 鈴木薫              | 田中穣                                                               |
| Mission 20 | 天空の標的     | 根元歳三   | 町谷俊輔                   | 工藤寛顕            | 小島えり                                                             |
| Mission 21 | 響き合う魂     | 根元歳三   | 西澤晋                     | 玉田博              | 大久保義之 坂本俊太 普津澤時ヱ門 Kim jeongcheol                      |
| Mission 22 | 閉ざされた山   | 入江信吾   | 島津裕行                   | 野崎真代            | 藤本さとる                                                           |
| Mission 23 | 生命の環       | 大野木寛   | 清水聡                     | 球野たかひろ        | ハニュー 大久保義之 大河内忍                                         |
| Mission 24 | 進化の果て     | 望月真里子 | 小野勝巳 河森正治          | 高田淳              | 小倉典子                                                             |
| Mission 25 | 黒き輝き       | 根元歳三   | 西澤晋                     | 玉田博 球野たかひろ | 田中穣 大久保義之 ハニュー 畑智司 大河内忍 藤本さとる                |
| Mission 26 | 選ばれた未来   | 根元歳三   | 佐藤英一 河森正治 野崎真代 | 野崎真代            | 坂本俊太 普津澤時エ門                                                |

## 放送局
| 放送期間               | 放送時間                     | 放送局        | 対象地域   | 備考                                                           |
| ---------------------- | ---------------------------- | ------------- | ---------- | -------------------------------------------------------------- |
| 2018年4月4日 - 9月26日 | 水曜 23:30 - 木曜 0:00       | TOKYO MX      | 東京都     |                                                                |
| 2018年4月6日 - 9月28日 | 金曜 21:30 - 22:00           | WOWOWプライム | 日本全域   | 製作協力 / BS/CS放送 / 『アニメプレミア』枠 / リピート放送あり |
|                        | 金曜 23:30 - 土曜 0:00       | BS11          | 日本全域   | BS放送 / 『ANIME+』枠                                          |
| 2018年4月8日 - 9月30日 | 日曜 3:38 - 4:08（土曜深夜） | 毎日放送      | 近畿広域圏 | 製作協力 / 字幕放送 / 『アニメシャワー』第4部                  |

インターネットではNetflixにて2018年3月29日から先行配信された。

## Blu-ray BOX
| 巻 | 発売日         | 収録話          | 規格品番  |
| -- | -------------- | --------------- | --------- |
| 壱 | 2018年9月26日  | 第1話 - 第9話   | BCXA-1395 |
| 弐 | 2018年11月22日 | 第10話 - 第17話 | BCXA-1396 |
| 参 | 2019年1月29日  | 第18話 - 第26話 | BCXA-1397 |

## 関連メディア

### 特別番組
TVアニメ「重神機パンドーラ」放送直前スペシャル！
製作スタッフへのインタビューや声優対談を通して作品の見どころを紹介する30分番組。
WOWOWプライムでは3月30日22時 - 22時30分と4月5日0時50分 - 1時20分、TOKYO-MXでは4月1日1時 - 1時30分に放送。

### Webラジオ
以下の2番組が音泉にて順次配信。
東山奈央のパンドーRADIO クロエの家族日誌
2018年4月9日から10月8日まで毎月第1・第2月曜日に配信された。パーソナリティはクロエ・ラウ役の東山奈央。全14回。
ゲスト
- 第7・8回（7月2日・9日）茅野愛衣
- 第9・10回（8月6日・13日）能登麻美子
- 第11・12回（9月3日・10日）瀬戸麻沙美
- 第13・14回（10月1日・8日）花澤香菜

前野智昭のパンドーRADIO レオンの実験報告書
2018年4月30日から10月29日まで毎月最終月曜に配信された。パーソナリティはレオン・ラウ役の前野智昭。

### 漫画
重神機パンドーラ 0
構成は敷八木風紀、作画はさおとめあげは。講談社とpixivの共同開発によるアプリ『Palcy』にて2018年3月22日から12月6日まで配信。グレン・ディンの視点でアニメ本編の前日譚が描かれる。講談社〈KCデラックス〉、全2巻。
1. 2018年6月14日発売、ISBN 978-4-06-511994-5
2. 2019年1月17日発売、ISBN 978-4-06-514350-6

パンドーラ 男子めし
作画は水埜なつ。『少年マガジンエッジ』（講談社）にて2018年5月号から11月号まで連載。アニメ本編とは離れた内容が描かれる4コマ漫画。

### 小説
著者は絵戸太郎。『NOVEL 0』（KADOKAWA）より刊行されている。
重神機パンドーラ -Before Pandora-
クイニーおよび、レオンとクロエのエピソードが描かれる。2018年5月15日発売、ISBN 978-4-04-256080-7。
重神機パンドーラ -After Evolution-
ダグとエミリア、グレン、ネオ翔龍の祭りの日のエピソードが描かれる。2018年9月15日発売、ISBN 978-4-04-256081-4。

### ゲーム
スーパーロボット大戦X-Ω
iOS / Android用アプリゲーム。2018年8月に期間限定参戦作品として、本作のメカ・キャラクターが登場した。